# اسکندر (ساتراپ)
اسکندر یا الکساندروس (به یونانی: 'Αλέξανδρος) (مرگ ۲۲۰ سال پیش از میلاد) ساتراپ پارس در زمان سلوکیان بود.

## زندگینامه
اسکندر و برادرش مولون هر دو در زمان برتخت نشستن آنتیوخوس سوم به مقام ساتراپی رسیدند. آنتیوخوس در آن زمان ۱۵ ساله بود و وزیر حیله‌گرش هرمیاس که همه از او وحشت داشتند به قدرت فراوانی در دربار پادشاه نوجوان رسیده بود. این موضوع سبب شد تا دو برادر با طرح نقشه‌ای، ساتراپی‌های بالادست امپراتوری را علیه آنتیوخوس بشورانند. از سوی دیگر چنین بر می‌آمد که هرمیاس نیز آرزوی پنهانی برای هرچه بیشتر درگیر شدن پادشاه نوجوان در مشکلات داشت و برای همین بنا بر توصیهٔ او، مردانی برای مقابله با شورشیان اعزام شدند که جرأت و توانایی مقابله با آنان را نداشتند.
اما در سال ۲۲۰ پیش از میلاد، آنتیوخوس که شاهد پیشروی شورشیان بود تصمیم گرفت تا با در دست گرفتن فرماندهی، خود علیه آنان وارد پیکار شود. مولون، ساتراپ ماد علیا، در آن زمان فرماندهی لشکری عظیم را برعهده داشت اما به هنگام رویارویی با سپاهیان آنتیوخوس، جناح چپ نیروهای او از سپاه جدا شده و به طرف مقابل پیوستند. همین موضوع سبب وحشت باقی‌ماندهٔ سربازان مولون و تقویت روحیهٔ سپاهیان آنتیوخوس شد. نبرد با شکست مولون به پایان رسید و او برای آنکه به دست دشمن نیفتد خود را کشت. تمامی دیگر رهبران شورشی نیز چنین کردند و یکی از آنان، با فرار به پارس، مادر و فرزندان مولون را کشت. او سپس اسکندر را ترغیب به خودکشی نمود و پس از مرگ او، خود نیز خودکشی کرد.